# Acantharctia bivittata
Acantharctia bivittata là một loài bướm đêm thuộc phân họ Arctiinae, họ Erebidae.